# Готковиці
Готковиці (пол. Gotkowice) — село в Польщі, у гміні Єжмановиці-Пшегиня Краківського повіту Малопольського воєводства.
Населення — 446 осіб (2011).
У 1975-1998 роках село належало до Краківського воєводства.

## Демографія
Демографічна структура станом на 31 березня 2011 року:
|          | Загалом | Допрацездатний вік | Працездатний вік | Постпрацездатний вік |
| -------- | ------- | ------------------ | ---------------- | -------------------- |
| Чоловіки | 218     | 53                 | 147              | 18                   |
| Жінки    | 228     | 49                 | 129              | 50                   |
| Разом    | 446     | 102                | 276              | 68                   |